# Robert Tennisberg
Carl Robert Tennisberg, född 18 maj 1973 i Södertälje, är en svensk sportjournalist, kommentator, programledare och reporter som är verksam på frilansbasis åt bland annat Viasat/MTG. Tennisberg har tidigare varit anställd vid Sveriges Radio och Radiosporten.

## Karriär
Robert Tennisberg var anställd och verksam på Radiosporten och radioprogrammet Sportextra under åren 1996–2012. Han har haft Stockholm som bas, men har även jobbat på SR-redaktionerna i Örebro och Västerås. Hans bevakningsområden har främst varit friidrott, fotboll, ishockey, bandy och innebandy.
Under åren på Radiosporten bevakade Tennisberg bl.a. OS 2004 i Aten, OS 2008 i Peking, OS 2010 i Vancouver samt OS 2012 i London. Han har dessutom varit utsänd referent/reporter på många stora internationella tävlingar.
Efter sin tid hos Radiosporten har Tennisberg varit frilansande kommentator, reporter och programledare hos TV4, Svenska Spel och Viasat.
Han har åt Viasat/MTG bevakat och kommenterat från ishockeyturneringarna under OS 2014 i Sotji, och har till vardags kommenterat från Hockeyallsvenskan, NHL, JVM och Euro Hockey Tour. Under OS 2016 i Rio de Janeiro kommenterade han friidrott, cykel, samt invignings- och avslutningsceremonierna. I Viaplay är Tennisberg även kommentator av Premier League, La Liga, Serie A och Champions League i fotboll. Han har också agerat som programledare i Premier League-studion och NHL-studion.
Han kommenterar även svensk elitbandy åt Bandyplay. 
Robert Tennisberg har även engagerats som konferencier/speaker vid större sportevenemang, som Stockholm Open/Swedish Open i tennis, Finnkampen i friidrott samt SM-finalerna i bandy.